# Бигсвил (Илиноис)
Бигсвил (енгл. Biggsville) град је у америчкој савезној држави Илиноис.

## Демографија
По попису из 2010. године број становника је 304, што је 39 (-11,4%) становника мање него 2000. године.
| Група             | 2000.       | 2010.       |
| Белци             | 332 (96,8%) | 293 (96,4%) |
| Афроамериканци    | 4 (1,2%)    | 1 (0,3%)    |
| Азијати           | 0 (0,0%)    | 0 (0,0%)    |
| Хиспаноамериканци | 7 (2,0%)    | 6 (2,0%)    |
| Укупно            | 343         | 304         |